# Prey Chhor
Huyện Prey Chhor (tiếng Khmer: ស្រុកព្រៃឈរ) là một huyện (srok) ở tỉnh Kampong Cham, Campuchia. Huyện lỵ là thị trấn Prey Chhor cách thủ phủ tỉnh Kampong Cham 29 km về phía đông và 95 km về phía tây Phnom Penh theo đường bộ. Prey Chhor là huyện trung độ của tỉnh Kampong Cham.
Huyện lỵ nằm ở nơi giao lộ, bên quốc lộ 7 giữa Phnom Penh và Kampong Cham. Quốc lộ 70 nối Kang Meas bắt đầu từ huyện lỵ huyện này còn quốc lộ 62 bắt đầu ở Prey Chhor nối quốc lộ 7 với quốc lộ 6 đến Kampong Thom về phía bắc.
Huyện này có khu nghỉ dưỡng Tuk Chhar có suối tự nhiên. Gần đó có các ngôi đền cổ Preah Theat Teuk Chhar. được xây vào năm 1005 trong thời vua Suryavarman I.
Prey Chhor có ranh giới với huyện Baray thuộc tỉnh Kampong Thom và huyện Chamkar Leu của Kampong Cham về phía bắc. Phía nam là huyện Kang Meas còn phía tây là huyện Cheung Prey.

## Hành chính
Huyện được chia thành 15 xã (khum) và 176 làng (phum).
| Khum (Xã)      | Phum (Làng) |
| -------------- | --- |
| Baray          | Prey Khchay, Tuol Chambak, Trapeang Beng, Leang Khsach, Trapeang Bei, Ou Kambaor, Kouk Sralau, Roung Kou, Voat Chas, Roul Chruk, Prey Rumdeng, Samnak Cheung, Samnak Tboung                                                                                          |
| Boeng Nay      | Komar Reach, Trapeang Anhchanh, Thma Da, Thma Koul, Trapeang Bet, Boeng Nay, Trapeang Thum, Pravas, Neak Ta Snoeng, Ta Ok, Kbal Damrei, Tuol Khvav, Chhuk Sa, Chheu Bak, Traeung, Chonloat Dai, Voat Chas                                                            |
| Chrey Vien     | Dai Buon, Doun Dei, Trapeang Tuk, Slaeng, Banteay Rueng, Tuol Ta Kaor, Kralaong, Ou Kambot, Khvet Touch, Chrey Vien, Trapeang Ampil, Ta Ream, Klaeng Poar, Tuek Nuem, Tuol Bak Koam, Trapeang Sangkae, Prey Totueng, Trapeang Pnov                                   |
| Khvet Thum     | Khvet Thum, Baray, Angkrang, Ta Ngal, Ampil Thum, Dangkao, Pratheat, Kabbas |
| Kor            | Doun Lai, Mrenh, Ta Meas, Ta Kaev, Ta Ley, Ta Mout, Rumduol, Svay Pen, Kraoy Voat, Trapeang Poun |
| Krouch         | Ou Chrok, Prey Sak, Tuol Khpos, Krasang Ta Mong, Krouch, Thmei, Samraong |
| Lvea           | Kok, Trapeang Chi Neang, Kouk Trea Kaeut, Kouk Trea Lech, Sdok Antong, Ta Chak, Me Meang, Tang Kouk, Lvea, Tang Trapeang |
| Mien           | Tuol Prich, Ou Sangkae, Keh, Trapeang Chhuk, Nam Ken, Mien, Tuol Poun, Phkay Proek, Kampong Samret, Krasang Pul, Damnak Pongro, Kampong Samnanh, Ou Ta Nov, Dei Kraham, Khlouy Ti Muoy, Khlouy Ti Pir, Khlouy Ti Bei, Khlouy Ti Buon, Traeung                        |
| Prey Chhor     | Prey Chhor, Sek Yum, Chres, Sangkae |
| Sour Saen      | Sour Saen, Andoung, Trapeang Reang, Trapeang Tnaot, Traeuy Ou, Trapeang Tbal, Chambak Thma, Svay Reaks |
| Samraong       | Banteay Thmei, Ta Kret, Kandaol Kaong, Trapeang Ruessei, Svay Prey, Samraong, Soudei, Thmei, Veal, Smer, Prey Khchay |
| Srangae        | Srangae Cheung, Srangae Tboung, Senson Tboung, Senson Cheung, Ta Sar, Ta Koch, Trapeang thum, Trapeang Rung |
| Thma Pun       | Trang, Andoung Pech, Trapeang Boeng, Tuol Thma, Lech Voat, Andoung Phdau, Thma Pun Kandal, Andoung Ta Loeng, Ou Ta thok |
| Tong Rong      | Tong Rong, Phteah Khpos, Thnong, Prasat, Samraong, Preah Srok, Kok Kandal, Tro Mukh Ti Muoy, Tro Mukh Ti pir, Doung |
| Trapeang Preah | Kaoh Svay, Pring Bei Daeum, Chachak, Prey sralau, Pun Pramat, Kur, Sbaeng, Prey Sralanh, Trapeang Leak, Ou Da, Trapeang Reang, Tuol Ampil, Ta Lon, Kaoh Kaphem, Trapeang svay, Ang, Doung, Tonle Sar, Kakaoh, Ou Doun Nhea, Khvav, Dei Lou, Roluos, Trapeang Krasang |

## Thông tin nhân khẩu
Theo điều tra dân số năm 1998, huyện này có 127.683 người với 24.892 hộ. Đây là huyện đông dân thứ nhì ở tỉnh Kampong Cham sau huyện Tbong Kmom. Số nhân khẩu bình quân mỗi hộ là 5,1 người. Tỷ lệ nũ giới cao hơn nam giới.